# FC Khimik Svetlogorsk
FC Khimik Svetlogorsk là một câu lạc bộ bóng đá Belarus đến từ Svetlogorsk, Gomel Voblast. Câu lạc bộ đáng chú ý khi là câu lạc bộ duy nhất của Belarus thi đấu ở Giải hạng nhất kể từ mùa giải đầu tiên (1992) mà không hề lên hạng hay xuống hạng trong 27 mùa giải liên tiếp tính đến hiện tại.

## Đội hình hiện tại
Tính đến tháng 8 năm 2017
Ghi chú: Quốc kỳ chỉ đội tuyển quốc gia được xác định rõ trong điều lệ tư cách FIFA. Các cầu thủ có thể giữ hơn một quốc tịch ngoài FIFA.
| Số | VT | Quốc gia | Cầu thủ               |
| -- | -- | -------- | --------------------- |
| 1  | TM | Belarus  | Maksim Tanko          |
| 3  | HV | Belarus  | Vladislav Sentyurov   |
| 4  | TV | Belarus  | Aleksey Pugach        |
| 5  | TV | Belarus  | Oleg Petrushevsky     |
| 7  | TV | Belarus  | Kirill Nasanovich     |
| 8  | TV | Belarus  | Dmitry Kundro         |
| 9  | TĐ | Belarus  | Artem Komarov         |
| 10 | TV | Belarus  | Sergey Pyrkh          |
| 11 | TĐ | Belarus  | Alyaksandr Prakapenka |
| 15 | HV | Belarus  | Valery Belyavsky      |
| 17 | HV | Belarus  | Vyachaslaw Holik      |
| 20 | TV | Belarus  | Dmitry Tolkachev      |

| Số | VT | Quốc gia | Cầu thủ               |
| -- | -- | -------- | --------------------- |
| 21 | TV | Nga      | Aleksandr Yuditskiy   |
| 25 | HV | Belarus  | Aleh Shuplyak         |
| 31 | TV | Belarus  | Yevgeniy Belyavsky    |
| 39 | TV | Belarus  | Sergey Chirik         |
| 83 | TĐ | Belarus  | Andrey Mikhalchuk     |
| 92 | TM | Belarus  | Dzyanis Lebedzew      |
| 99 | HV | Belarus  | Alyaksandr Belyawski  |
| —  | TĐ | Belarus  | Andrey Boyarin        |
| —  | TM | Belarus  | Vladislav Bobruyko    |
| —  | TM | Belarus  | Artem Titov           |
| —  | TV | Belarus  | Dmitry Khalimonchikov |
| —  | TV | Belarus  | Roman Shevchenok      |